# Unione Sportiva Fascista Catanzarese 1934-1935
Questa pagina raccoglie i dati riguardanti l'Unione Sportiva Fascista Catanzarese nelle competizioni ufficiali della stagione 1934-1935.

## Rosa
| N. |                   | Ruolo | Calciatore         |
| -- | ----------------- | ----- | ------------------ |
|    | Italia (bandiera) | A     | Edoardo Barberio   |
|    | Italia (bandiera) | A     | Gastone Boni       |
|    | Italia (bandiera) | A     | Pietro Bresciani   |
|    | Italia (bandiera) | C     | Guglielmino Casaro |
|    | Italia (bandiera) |       | Caviglione         |
|    | Italia (bandiera) | C     | Luigi Ciminaghi    |
|    | Italia (bandiera) | C     | Aldo Dapas         |
|    | Italia (bandiera) | D     | Umberto Favero     |
|    | Italia (bandiera) | C     | Luigi Galetti      |
|    | Italia (bandiera) | D     | Giovanni Garbo     |
|    | Italia (bandiera) |       | Garcea             |

| N. |                   | Ruolo | Calciatore        |
| -- | ----------------- | ----- | ----------------- |
|    | Italia (bandiera) | C     | Raffaele Giraud   |
|    | Italia (bandiera) |       | Gurin             |
|    | Italia (bandiera) | P     | Vittore Martini   |
|    | Italia (bandiera) | A     | Antonio Moretti   |
|    | Italia (bandiera) | C     | Lido Nelli        |
|    | Italia (bandiera) | P     | Giovanni Panetta  |
|    | Italia (bandiera) | D     | Vittorio Pasti    |
|    | Italia (bandiera) | D     | Francesco Pescia  |
|    | Italia (bandiera) | C     | Franco Ponzinibio |
|    | Italia (bandiera) | A     | Rodolfo Puttar    |
|    | Italia (bandiera) | C     | Vittorio Redaelli |